# Брайтенбах (Рейнланд-Пфальц)
Брайтенбах (нім. Breitenbach) — громада в Німеччині, розташована в землі Рейнланд-Пфальц. Входить до складу району Кузель. Складова частина об'єднання громад Вальдмор.
Площа — 8,89 км2. Населення становить 1796 ос. (станом на 31 грудня 2020).